# Holecistokininski receptor
Holecistokininski receptori ili CCK receptori su grupa G-protein spregnutih receptora koji vezuju peptidne hormone holecistokinin (CCK) ili gastrin. Postoje dva različita tipa:  i , koji su ~50% homologni: Razni holecistokininski antagonisti su razvijeni i u upotrebi su u naučnim istraživanjima. Jedini lek iz ove klase u širokoj upotrebi je proglumid, za sprečavanje čireva.
| protein | gen | tkivna distribucija                                     | prerirani ligand                                                      | funkcija                                                                                 |
| ------- | --- | ------------------------------------------------------- | --------------------------------------------------------------------- | ---------------------------------------------------------------------------------------- |
|         |     | primarno gastrointestinalni trakt, manje količine u CNS | sulfatisani >> nesulfatisani CCK                                         | stimulacija sekrecije bikarbonata, pražnjenja žučne kese i inhibicije motilnosti stomaka |
|         |     | primarno CNS, u manjoj meri gastrointestinalni trakt    | gastrin ≈ (receptor ne razlikuje sulfatisane i nesulfatisane peptide) | regulacija nocicepcije, anksioznosti, memorije i gladi                                   |

## Literatura
1. ↑  Noble F, Wank SA, Crawley JN, Bradwejn J, Seroogy KB, Hamon M, Roques BP (1999). „International Union of Pharmacology. XXI. Structure, distribution, and functions of cholecystokinin receptors”. Pharmacological Reviews. 51 (4): 745—81. PMID 10581329.
2. ↑  Dufresne M, Seva C, Fourmy D (2006). „Cholecystokinin and gastrin receptors”. Physiol. Rev. 86 (3): 805—47. PMID 16816139. doi:10.1152/physrev.00014.2005.

## Spoljašnje veze
- Cholecystokinin+Receptors на 